# Rage Pro
Rage Pro由ATI推出，在1997年4月發佈。3D Rage Pro晶片是原生支援Intel的AGP接口，有利於材質執行模式、指揮流水線、邊帶尋址和完全2x-模式協定。ATI為這款晶片新加了三角形設定引擎；亦改善了透視法修正，距離模糊和透明化效果。新增了反射高光技術和增強了影像播放功能，尤其是DVD播放。3D Rage Pro支援最高8MBSGRAM或16MBWRAM，取決於針對的市場。由於效果不錯，所以ATI得到大沘OEM订单，使ATI在1998年的收入提高了一倍。
Rage Pro支援矢量纹理压缩，像素填充率是45M Pixels/s，每秒能生成120万个三角形，支援单周期的三线性过滤。但初期的驱动严重限制了它的效能，不但無法超越Voodoo，更落后于RIVA 128。原因就是缺乏對OpenGL支援，難以成為一個堅固的遊戲解決方案。1998年2月，ATI企圖以新瓶舊酒的方式，重新發佈Rage Pro顯示卡。他們將Rage Pro易名為"Rage Pro Turbo"，並配合新的驅動程式（4.10.2312版本），希望效能有40%的增長。實際上，這個驅動程式只對標準檢查程式有效，例如Ziff-Davis的3D Winbench 98和Final Reality。到真正的遊戲程式時，效能實際上減少了。
3D Rage Pro主要售賣成Xpert@Work或Xpert@Play，他們的主要分別是Xpert@Play版本擁有TV-out接口。

## Rage LT
Rage LT通常裝備在主機版或筆記型電腦上。這顆晶片與Rage Pro非常相似，它們都支援相同的應用。它為筆記型電腦的液晶顯示器整合了LVDS發送器和高級電源管理。Rage LT PRO亦提供"Filtered Ratiometric Expansion"，可以自動將圖像縮放至全螢幕尺寸。ATI的ImpacTV2+亦被整合到Rage LT PRO晶片中，這樣就可以令顯示卡支援多螢幕顯示；或將訊號同時輸出到TV、CRT和LCD。另外，Rage LT PRO可以同時驅動兩個不同解析度／刷新率的顯示器，因為它採用了双獨立CRT控制器。
Rage LT Pro晶片即是稍微較快的版本。

## Rage XL
Rage XL是以Rage Pro為基礎的低成本顯示解決方案。這晶片用於很多低端的顯示卡。它亦見於Intel的主機版上，最近在2004年使用過，到2006年亦用於伺服器主機版上。它的電源消耗量很低，但仍有能力提供2D加速。
根本上，這款晶片是Rage Pro的晶粒縮小版，優化成價錢低廉的解決方案，所以只提供基本的顯示輸出。